# Futebol 7
Futebol 7, também conhecido como futebol society ou fut7, é um esporte coletivo jogado entre dois times de sete jogadores cada um e dois árbitros que se ocupam da correta aplicação das regras. 
O esporte é jogado numa quadra retangular com grama sintética, chuteira society e com uma baliza em cada lado da quadra. O objetivo do jogo é deslocar uma bola através da quadra para colocá-la dentro da baliza adversária, ação que se denomina gol(o). A equipe que marca mais gols ao término da partida é a vencedora. 
A principal competição internacional de futebol 7 é o Mundialito de Seleções, realizado anualmente.

## Organizações internacionais reguladoras

### Federação Internacional de Football 7 Society (FIFO7S)
A Federação Internacional de Football 7 Society (FIFO7S), entidade criada em 30 de outubro de 2004, cuja sede se encontra na cidade de São Paulo, no Brasil. São países fundadores o Brasil e o Paraguai, que contam com o apoio de Uruguai, Argentina, Chile, Peru, México, Estados Unidos, Portugal, Inglaterra, Itália, Espanha, Alemanha, Suíça, Bélgica, Grécia, Tailândia e Japão. A entidade é pouco atuante e pouco se tem notícias de seus eventos.

### Football 7 Worldwide
A Football 7 Worldwide é uma organização independente, gerida em moldes empresariais e criada com o objetivo de desenvolver o Futebol 7 em escala global, com um calendário de eventos internacionais. Fundada por Hugo Leonardo Loureiro, ex-presidente da Federação de Futebol 7 do Paraná e ex-diretor da Confederação de Futebol 7 do Brasil (CF7), a entidade é claramente inspirada na Beach Soccer Worldwide, entidade cujo diretor também é proprietário da Koch Tavares, empresa na qual Hugo foi funcionário responsável por desenvolver projetos no futebol 7.  Não trata-se de uma Federação e sim de uma entidade com um plano de negócios específico e independente do sistema confederativo.

### International Football Association 7 (IFA 7)
Entidade internacional de futebol 7. Organiza o Mundial de Clubes e a Copa América de Futebol 7.

### Fédération Internationale de Football 7 (FIF7)
A Federação Internacional de Futebol 7 nasceu devido ao grande crescimento do esporte e à necessidade de construir uma forte entidade internacional que represente as organizações nacionais existentes em todo o mundo.
O FIF7 visa regular o esporte, trazer atletas, clubes, gestores esportivos e promotores do esporte em diferentes países, promovendo iniciativas pioneiras, realizando eventos importantes e treinando profissionais do setor para desenvolver o esporte a nível profissional. 7.

## Campeonatos internacionais

### Campeonato Mundial de Clubes
Organizado pela IFA7, o Mundial de Clubes foi realizado na cidade de Escobar, província de Buenos Aires, Argentina, em 2015. A final foi disputada entre Red Bull (Uruguai) e Sidekicks (México), sendo conquistado pela equipe uruguaia.

### Liga das Américas
Organizado pela Football 7 Worldwide, a primeira edição foi conquistada pelo Fluminense-RJ, em 2014.

### Mundialito de Seleções
Em agosto de 2011, aconteceu o 1º Mundialito de Seleções de Futebol 7 no Rio de Janeiro. Estiveram presentes as seleções do Brasil, Uruguai, Alemanha, Argentina, Itália, Peru, Bolívia e Canadá. A seleção da Itália foi campeã após vencer o Brasil na final por 3 a 2 com gols de Grana, Foglia e Marcelo para a Itália e Cauê e Daniel para o Brasil. Os artilheiros da competição foram Foglia e Marcelo da Itália e Victor Boleta do Brasil com 7 gols cada.
Em julho de 2012, foi realizada a segunda edição do Mundialito de Seleções e teve o Brasil como campeão.

### Copa América de Seleções
Organizado por LNF7S e por CBF7.

## No Brasil
A CBF7, confederação criada a partir da unificação da CBF7S e CF7, é a unica entidade responsável autorizada pelo Ministério do Esporte para representação oficial do Brasil na modalidade Futebol Society(F7).
Existem certos acordos, os títulos da seleção brasileira só terão o reconhecimento em território nacional com o aval da CBF7. 

### Histórico no Brasil
O futebol 7 é atualmente jogado em todo o território brasileiro. A Federação Gaúcha de Futebol Sete foi a primeira do esporte fundada no Brasil. Deu-se o nome de "Sete" porque a Receita Federal do Brasil não permitia o registro de entidade desportiva com nome em outro idioma. A federação foi oficializada como Futebol Sete, seguindo normas oficiais, porém solicitou ao mesmo órgão, na época, a utilização do nome "society" como fantasia e assim foi oficializada e registrada.
O esporte foi gerido inicialmente de forma oficial pela Confederação Brasileira de Futebol Sete Society (CBF7S), fundada em 30 de outubro de 1996, pelo Professor Milton Mattani, ex-árbitro de futebol de salão. Posteriormente também foi criada a Confederação de Futebol 7 do Brasil (CF7), que paralelamente à CBF7S buscava gerir o esporte oficialmente no país.

#### A unificação das confederações
As duas confederações trabalharam paralelamente por alguns anos e tinham diversas federações estaduais filiadas. Num esforço conjunto, em julho de 2011 ambas as diretorias se reuniram com o objetivo de unificar as entidades e criar um planejamento conjunto para a modalidade. Chegaram a anunciar a unificação, mas somente no dia 18 de fevereiro de 2013 foi realizado, em São Paulo-SP, o Simpósio Nacional da modalidade, que marcou oficialmente a unificação das Confederações, que juntas deram origem à Confederação Brasileira de Futebol 7 (CBF7).
O mesmo processo de unificação ocorreu com as Federações estaduais, que por determinação da unificada Confederação, tiveram também que unificar, mesmo que a contra-gosto de muito dirigentes, que eram concorrentes faziam alguns anos. O processo de unificação foi controverso, pois os tópicos não foram discutidos abertamente com os dirigentes das Federações filiadas, tratando-se de uma unificação de cúpula, com regras sendo impostas posteriormente. A unificação continuou sendo questionada por correntes internas e divergentes do futebol 7, o que reforçou a dificuldade histórica em manter uma linha de trabalho na modalidade.

#### A nova separação
Em 10 de fevereiro de 2015, os diretores da CBF7, Sr. Milton Mattani, Marcello Sangiovanni e José Maria Lopes Martins desligaram-se da entidade e anunciaram a fundação da Confederação Brasileira de Soccer Society (CBSS), que agora juntamente com a CBF7 busca coordenar o esporte no país. Posteriormente novas entidades surgiram fazendo com a modalidade não tenha uma unidade confederativa. 

### Organizações reguladoras brasileiras
Atualmente existem 8 entidades nacionais de futebol 7, sendo 5 Confederações e 3 entidades que não adotam o sistema confederativo. São elas:
- Confederação Brasileira de Futebol 7 (CBF7): Criada em 18 de fevereiro de 2013, a CBF7 foi resultado da unificação da Confederação Brasileira de Futebol Sete Society (CBF7S) e a Confederação de Futebol 7 do Brasil (CF7).[13]É a federação responsável pela representação do país na modalidade, autorizada pelo Ministério do Esporte.

- CNF7 - Confederação Nacional de Futebol 7. Fundada no dia quinze do mês de Novembro do ano de 2016. Já foi presidida pelo Sr. Ronan Vieira. Congrega várias Federações Independentes de Futebol 7 de 25 estados brasileiros e do distrito federal, entre elas a FIF7 de São Paulo, Paraná, Santa Catarina e Rio Grande do Sul. Realiza os campeonatos Estaduais, Regionais e o Campeonato Brasileiro de Futebol 7.[14]
- Confederação Brasileira de Soccer Society (CBSS): Presidida por Sr. Marcello Sangiovanni a CBSS é resultado de uma dissidência da então unificada CBF7. Também fazem parte da diretoria o Sr. Milton Mattani e José Maria Lopes. Atualmente possui 5 federações estaduais filiadas: GO, SP, RS, AM e RO. Em 2015 realizou a sua 1ª edição do Campeonato Brasileiro, cujo campeão foi a equipe Maracanã, de Anápolis-GO.[15]
- Liga Nacional de Futebol 7 (LNF7S): Com a unificação da CBF7S e CF7, alguns dirigentes foram excluídos do processo, fazendo que os mesmos criassem uma alternativa em relação à então unificada CBF7. Assim surgiu a Liga Nacional de Futebol 7 (F7BR), entidade que possui como filiados: Federação de Futebol Sete Society do Rio de Janeiro, Federação Baiana de Futebol 7 Society, Federação Paulista de Clubes de Futebol 7 Society], entre outras. Entre os torneios promovidos pela entidade estão a Taça Brasil de Futebol 7 Society e o Torneio Rio-São Paulo.[16] A F7BR é caracterizada pelo sistema confederativo, a exemplo da CBF7 e da CBSS. Sendo assim, temos atualmente no país três entidades que funcionam como Confederações de Futebol 7 Society. A entidade é presidida por Lenílson Albuquerque.
- Liga F7 Brasil: Criada em 2016, a Liga F7 Brasil é uma entidade independente com o objetivo de promover campeonatos a nível nacional. Tem como base a Arena Nacional F7, uma estrutura esportiva que promove eventos como a Copa Nacional Fut7 e Circuito Paulista e Brasileiro de Fut7.[17][18]
- Futebol 7 Brasil (F7B): Entidade independente criada pelo empresário Hugo Loureiro e que organiza eventos como: Liga Brasileira de Futebol 7 (LBF7), Copa Sul,[19] Copa Verde,[20] Copa da Liga e Circuito Paranaense de Futebol 7.[21]
- Confederação de Futebol 7 do Brasil (CF7B): Entidade criada por ex-membros da CF7 e que realiza campeonatos como a Copa do Brasil e a Supercopa.[22]
- Associação Brasileira de Clubes de Futebol 7: é a entidade brasileira reconhecida pela Federação Internacional de Futebol 7 (FIF7) para administrar a modalidade no Brasil em território nacional. Nasceu da necessidade de uma organização de caráter nacional que tenha como objetivo desenvolver e administrar o futebol 7 diante da perspectiva de que atender os interesses dos clubes e atletas deve ser a principal prioridade da entidade. A entidade abre afiliação diretamente aos clubes, dando aos próprios clubes direito a voto na Assembléia da entidade. A Associação não tem qualquer restrição para clubes que joguem em outras entidades esportivas regionais ou nacionais.[23]

### Competições no Brasil
Campeonatos nacionais:
- Ligas locais, Campeonatos Estaduais, Campeonatos Regionais e Campeonato Brasileiro de Futebol 7 (CNF7)
- Campeonato Brasileiro de Seleções Estaduais (CBF7)
- Campeonato Brasileiro de Clubes (Brasileirão Fut7)[24] (CBF7)
- Grand Prix[25] (CBF7)
- Liga Fut7(CBF7)[26]
- Liga Fut7: evento realizado pela empresa Futebol 7 Brasil, com apoio da Associação Brasileira de Clubes de Futebol 7 e chancela da Federação Internacional de Futebol 7.[27]
- Copa do Brasil (CBF7) e (CF7B)
- Copa do Brasil de Futebol 7 Society (LNF7S)
- Taça Brasil de Futebol 7 Society (LNF7S)
- Copa dos Campeões (CBF7)
- Circuito Brasileiro de F7 ( Liga F7 Brasil)

Campeonatos interestaduais:
- Copa Sul (F7B)
- Copa Sul de Seleções Estaduais (CBF7)
- Taça Sul Brasileira de Futebol 7 Society (LNF7S)
- Copa Rio-São Paulo (CBF7)
- Circuito Rio-São Paulo (Liga F7 Brasil)
- Copa Sudeste (CBF7)
- Taça Sudeste de Futebol 7 Society (LNF7S)
- Taça Nordeste de Futebol 7 Society (LNF7S)
- Copa Verde (F7B)

Campeonatos estaduais:
- Campeonato Catarinense de Futebol 7 (Fut7-SC)
- Campeonato Gaúcho de Futebol 7
- Campeonato Paulista de Futebol 7 (FPFS)
- Campeonato Carioca de Futebol 7
- Circuito Paulista de Futebol 7 (LF7 Paulista)

### Ligas e campeonatos locais brasileiros
A Confederação Brasileira de Futebol 7 obedecia o livro de regras da Federação Internacional de Football 7 Society (FIFO7S). Já a Confederação Brasileira de Futebol 7 (CBF7) tem seu próprio livro de regras, porém não há diferenças em relação às da FIFO7S. Desde 2005 encontra-se à disposição o livro de regras internacionais, editado pela FIFO7S em quatro idiomas: português, inglês, espanhol e francês. Já a CBF7 também disponibiliza em seu site o livro de regras, porém este está somente em português.
No Rio de Janeiro, a Liga Society de Niterói e São Gonçalo (RJ) foi fundada em 2004 e conta com a participação de mais de 5.000 atletas de todo estado, divididos em equipes da Série Ouro, Prata e Bronze, que equivalem a 1°,2° e 3° divisão respectivamente. Outra Liga que se destaca é a Liga Carioca de Futebol 7 que conta com algumas das melhores equipes da capital carioca.
O Estado de Santa Catarina, mais precisamente, Florianópolis, possuiu entre 2007 e 2013, o segundo maior campeonato do Brasil, a CBN Diário Floripa Cup, com mais de 1.500 atletas e 72 equipes amadoras divididas em 4 séries: A, B, C e D, além das categorias feminino, sub-17 e sub-15. O Campeão da CBN Diário Floripa Cup garantia vaga no Campeonato Catarinense de Futebol Sete. A Federação de Futebol Sete Society de Santa Catarina ainda credenciava: Joinville Cup, Chapecó Cup, São Miguel Cup, Maravilha Cup, BC Cup, Balneário Cup, Concórdia Cup e Blumenau Cup. Na Grande Florianópolis também eram disputados: Copa dos Campeões da Floripa Cup e Superliga Hora SC. Nos meses de novembro a entidade organiza o Campeonato Catarinense de Futebol Sete, com a participação de 16 equipes. Com a posse do novo presidente, Maurícios dos Santos, em 1º de janeiro de 2014, todos os torneios da Grande Florianópolis foram extintos e criadas novas taças, que são organizadas por sua empresa privada.
Em São Paulo, destaque para o Campeonato Paulista Masculino Adulto, que conta com 4 divisões, sendo a 1ª Divisão com 100 jogos e 468 atletas, a 2ª Divisão com 100 e 425 atletas, a 3ª Divisão com 125 jogos e 773 atletas e a 4ª Divisão com 45 jogos e 711 atletas. A Federação Paulista de Futebol Sete também organiza os seguintes campeonatos: Campeonato Interclubes, Taça São Paulo (Categoria Principal), Taça São Paulo de Categorias de Base (Sub-9 a Sub-17) e Campeonato Paulista de Categorias de Base (Sub-9 a Sub-20). Ainda em São Paulo, a LIGA F7 PAULISTA surgiu com a ideia de tornar o esporte mais transparente e profissional, tirando o F7 do ostraciscmo e elevando a um patamar onde pode ser visto de forma profissional. Coisa que não acontecia em anos anteriores. Como unica filiada a LIGA F7 BRASIL, a LF7P veem de encontro com as expectativas de seus associados e clubes. Organizando de forma eficaz seu primeiro ano de competições oficiais e com alto índice de aceitação do publico segmentado.